# Valleseco
Valleseco är en kommun i Spanien. Den ligger i den autonoma regionen Kanarieöarna i sydvästra delen av landet, 1 800 km sydväst om huvudstaden Madrid. Antalet invånare är 3 741 (2024). Arean är 22,13 kvadratkilometer. Valleseco ligger på ön Gran Canaria i ögruppen Kanarieöarna. Valleseco gränsar till Firgas. 